# Viktor Zolotov
Viktor Vassilievitch Zolotov (en russe : Виктор Васильевич Золотов), né le 27 janvier 1954 à Sassovo, est l'actuel directeur de la Garde nationale de Russie et membre non-permanent du Conseil de sécurité de Russie.

## Biographie
Zolotov est né dans une famille ouvrière et a travaillé comme ouvrier sidérurgiste.
Dans les années 1990, il est engagé comme garde du corps du maire de Saint-Pétersbourg Anatoli Sobtchak. C'est dans cette fonction qu'il rencontre Vladimir Poutine, adjoint au maire à l'époque. Zolotov devient un partenaire d'entraînement du futur président de la Russie en boxe et en judo, et « chaque fois que Poutine apparaissait en public, Zolotov pouvait être vu juste derrière lui ». Depuis lors, Viktor Zolotov est considéré comme l'un des plus proches confidents de Poutine. Comme Poutine, Zolotov a également servi dans le KGB.
De 2000 à 2013, Zolotov est chef de la sécurité du Premier ministre russe et président Vladimir Poutine. Il commande les agents de sécurité, connus en Russie sous le nom d'« hommes en noir » parce qu'ils portent des costumes noirs et des lunettes de soleil noires.
Le 5 avril 2016, Zolotov est nommé commandant en chef de la Garde nationale russe et nommé membre du Conseil de sécurité par décret présidentiel.
En avril 2018, les États-Unis lui imposent des sanctions ainsi qu'à 23 autres ressortissants russes.
En 2018, Viktor Zolotov attire l'attention du grand public avec un message vidéo circulant en ligne, dans lequel il menace le représentant de l'opposition Alexeï Navalny qui avait précédemment dénoncé la corruption au sein de la Garde nationale. Un confident de Zolotov était devenu le seul fournisseur de produits d'épicerie de la Garde, et certains des prix d'achat avaient par la suite doublé,.
En raison de la détention d'Alexeï Navalny en 2021, l'Union européenne lui a imposé des interdictions de voyager vers l'UE et le gel de ses comptes éventuels, en tant que commandant de la Garde nationale russe, début mars 2021.